# 亞當斯縣 (印第安納州)
亞當斯縣（英語：Adams County）是美國印第安納州東北部的一個縣，東鄰俄亥俄州。面積880平方公里。根據美國2000年人口普查，共有人口33,625人。縣治第開特（Decatur）。
成立於1835年2月7日，縣政府成立於1836年3月1日，縣名紀念第六任總統約翰·昆西·亞當斯。
1. ↑  . Census.gov.   [2022-05-20].
2. ↑  . EPA.gov.   [2018-08-12]. （原始内容存档于2016-03-04）.